# Anotia bonnetii
Anotia bonnetii är en insektsart som beskrevs av Kirby 1821. Anotia bonnetii ingår i släktet Anotia och familjen Derbidae. Inga underarter finns listade i Catalogue of Life.

## Bildgalleri

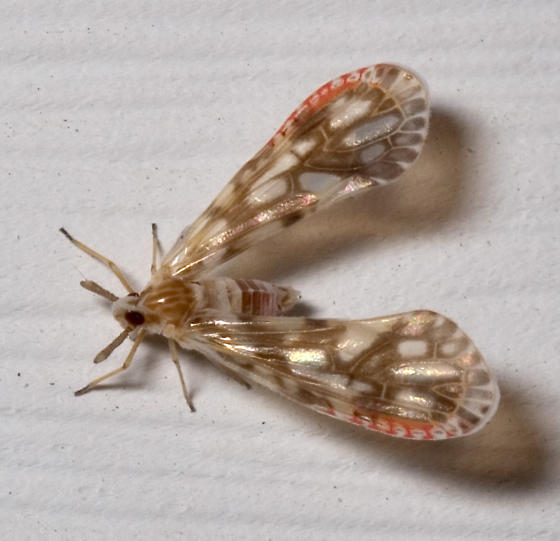